# Thelcticopis huyoplata
Thelcticopis huyoplata är en spindelart som beskrevs av Alberto Barrion och James A. Litsinger 1995. Thelcticopis huyoplata ingår i släktet Thelcticopis och familjen jättekrabbspindlar.
Artens utbredningsområde är Filippinerna. Inga underarter finns listade i Catalogue of Life.